# Superstrahler

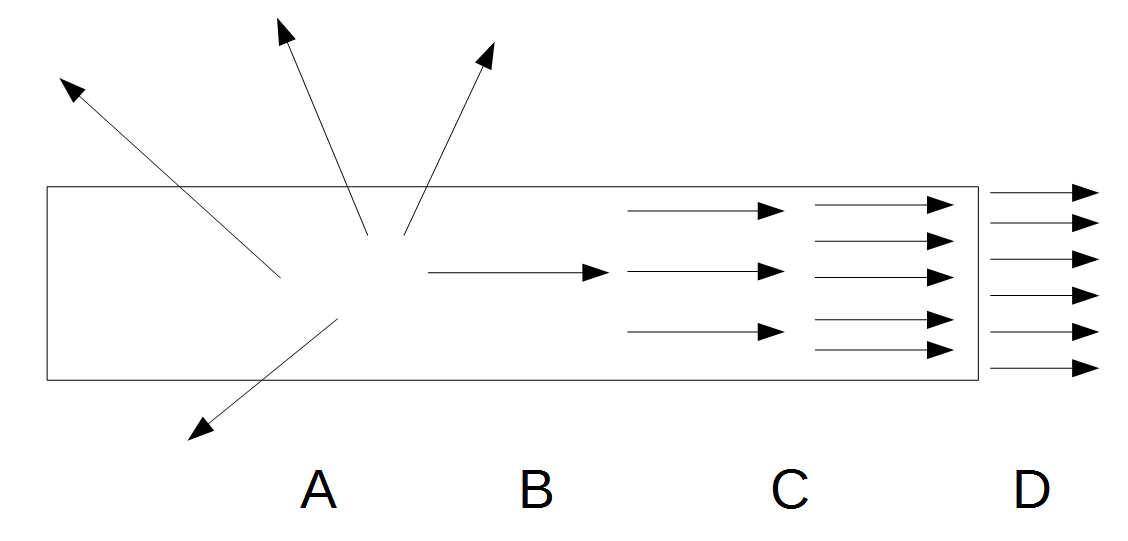
Schema eines Superstrahlers
A: Spontane Emissionen in verschiedene Richtungen
B: Spontane Emission in Richtung der Resonatorachse
C: spontane Emission wird durch stimulierte Emission verstärkt
D: emittiertes Licht

Ein Superstrahler ist ein ohne Resonatorspiegel arbeitender Laser. In einem gestreckten Lasermedium, in dem Besetzungsinversion herrscht und eine besonders hohe Verstärkung pro Länge vorliegt, ist Laseraktivität auch ohne den Rückkopplungseffekt eines Laserresonators möglich.

## Historische Einleitung
Der Stickstofflaser wurde erstmals 1963 von H. G. Heard beschrieben. Seine Besonderheit liegt darin, dass er keinen optischen Resonator benötigt und Luftstickstoff als aktives Medium nutzt. Dadurch war es möglich, einen vergleichsweise einfachen und robusten Laseraufbau zu realisieren. Besonders attraktiv wurde dieser Lasertyp in der physikalischen Ausbildung, da er nicht nur mit einfachen Mitteln aufgebaut werden kann, sondern auch grundlegende Strahlungsprozesse wie spontane und stimulierte Emission veranschaulicht. In den folgenden Jahrzehnten wurden zahlreiche Varianten und vereinfachte Selbstbauanleitungen entwickelt, um den Stickstofflaser für den Einsatz im Unterricht und für Demonstrationszwecke zugänglich zu machen.

## Bauweise
Ausgelöst durch eine spontane Emission eines Photons löst dieses daraufhin eine Kaskade verstärkter spontaner Emissionen aus, wenn es ungefähr in Richtung der Achse des aktiven Mediums fliegt. Ist die Verstärkung des Lasermedium groß genug, entsteht gebündelte Laserstrahlung. Auf diese Weise arbeiten typischerweise Stickstofflaser und TEA-CO2-Laser. Auch Nd:YAG-Laser und Excimerlaser können nach diesem Prinzip arbeiten. Nach Meinung mancher Autoren handelt es sich bei Superstrahlern nicht um Laser, sondern um eine eigene Kategorie, eben den Superstrahlern. Auch in Superlumineszenzdioden tritt durch stimulierte Emission verstärkte spontane Emission auf.
Die Strahlen von Superstrahlern sind geringer gerichtet und besitzen eine geringere Kohärenzlänge als diejenige anderer, mit Resonator ausgerüsteter Laser.
Da die meisten Lasermedien nicht hoch genug verstärken, um Superstrahler sein zu können, ist meistens ein Laserresonator notwendig. Der Resonator besteht aus Spiegeln, die die Strahlung immer wieder reflektieren und so vielmals weitere stimulierte Emissionen auslösen.
Ein Superstrahler emittiert prinzipiell in Richtung der Achse des Lasermediums, weil nur dort entlang eine ausreichende Verstärkung auftritt. Aus beiden Enden tritt also ein Strahl aus. Üblicherweise mit zwei Methoden kann erreicht werden, dass nur in eine Richtung emittiert wird:
- an einem Ende befindet sich ein Spiegel
- die Anregung des Mediums wird derart entlang der Länge zeitlich gesteuert, dass Verstärkung nur in einer Richtung stattfindet. Das wird zum Beispiel durch eine mit Lichtgeschwindigkeit fortschreitende elektrische (Pump-)Entladung erreicht, siehe hierzu Blumleingenerator.[1]